# Успение Богородично (Гега)
Вижте пояснителната страница за други значения на Успение Богородично.
„Успение Богородично“ е възрожденска църква в петричкото село Гега, България, част от Неврокопската епархия на Българската православна църква. Обявена е за паметник на културата.

## История
Църквата е гробищен храм и е построена през 1870 година. В Държавен архив – Благоевград се съхранява ферманът за „изграждането и построяването изново“ на църквата, издаден на 1 март 1870 година от султан Абдул Азис.В архитектурно отношение представлява трикорабна псевдобазилика, изградена от камъни, с трем от западната и южната страна. До църквата е изградена масивна камбанария с отделни аркади. В интериора забележителни са иконостасът, който е рисуван и има ажурна резба по царските двери и венчилката. 33-те иконостасни икони са дело на добри зографи. Владишкият трон, амвонът и проскинитарият са с по-скромна украса.